# Aberto da Costa do Sauipe
L'Aberto da Costa do Sauipe è stato un torneo professionistico di tennis giocato su campi in cemento. Si è disputata la sola edizione del 2001, che faceva parte dell'ATP Challenger Series. Con questo torneo si sono inaugurati i campi del Complexo Tenistico da Costa do Sauipe na Bahia sulla spiaggia di Mata de São João, in Brasile.

## Albo d'oro

### Singolare
| Anno | Campione | Finalista        | Punteggio |
| ---- | -------- | ---------------- | --------- |
| 2001 | André Sá | Alexandre Simoni | 6–3, 6–2  |

### Doppio
| Anno | Campioni                     | Finalisti                        | Punteggio        |
| ---- | ---------------------------- | -------------------------------- | ---------------- |
| 2001 | Adriano Ferreira Daniel Melo | Alejandro Hernández Ivo Karlović | 1–6, 6–3, 7–6(3) |